# Nervo plantare mediale
Il nervo plantare mediale (nervo plantare interno), è il più grande delle due divisioni terminali del nervo tibiale (nervo plantare laterale e nervo plantare mediale), che nel loro decorso accompagnano l'arteria plantare mediale.
Dalla sua origine al di sotto del legamento laciniato il nervo decorre sotto la copertura offerta dal muscolo abduttore dell'alluce e, comparendo tra questo muscolo e il muscolo flessore breve delle dita, emette un vero e proprio nervo plantare digitale e infine si divide di fronte alle basi delle ossa metatarsali in tre nervi digitali plantari comuni.

## Branche
I rami del nervo plantare mediale sono: (1) cutaneo, (2) muscolare, (3) articolare, (4) nervo digitale sul lato mediale dell'alluce e (5) tre nervi digitali comuni.

### Rami cutanei
I rami cutanei perforano l'aponeurosi plantare tra il muscolo abduttore dell'alluce e il muscolo flessore breve delle dita e si distribuiscono sulla cute della regione plantare del piede.

### Rami muscolari
I rami muscolari innervano i muscoli sul lato mediale del piede, incluso il muscolo abduttore dell'alluce, il muscolo flessore breve delle dita, il muscolo flessore breve dell'alluce e il primo muscolo lombricale del piede; i rami diretti al muscolo abduttore dell'alluce e al flessore breve delle dita prendono origine dal tronco del nervo in prossimità della sua insorgenza e penetrano in profondità nei muscoli; il ramo del muscolo flessore breve dell'alluce nasce dal nervo digitale proprio verso il lato mediale dell'alluce e quello che innerva il primo muscolo lombricale dal primo nervo digitale comune.

### Rami articolari
I rami articolari vanno ad innervare le articolazioni del tarso e del metatarso.

### Ramo digitale proprio dell'alluce
Il nervo digitale proprio dell'alluce (nervi digitali plantari propri, rami digitali plantari) innerva il muscolo flessore breve dell'alluce e la cute della regione mediale dell'alluce.

### Tre nervi digitali comuni
I tre nervi digitali comuni (nervi digitali plantari comuni) passano tra le divisioni dell'aponeurosi plantare e ciascuno si divide in due nervi digitali propri: i rami del primo nervo digitale comune innervano i lati adiacenti degli alluci e del secondo dito del piede; i rami del secondo nervo digitale comune innervano invece i lati adiacenti del secondo e del terzo dito del piede; infine i rami del terzo nervo digitale comune innervano i lati adiacenti del terzo e del quarto dito.
Il terzo nervo digitale comune riceve un ramo comunicante dal nervo plantare laterale; il primo dà alcune fibre al primo muscolo lombricale.
Ogni nervo digitale proprio emette dei filamenti nervosi cutanei e articolari; di fronte all'ultima falange ogni nervo digitale proprio invia verso l'alto un piccolo ramo dorsale, che innerva le strutture disposte intorno alla regione dell'unghia.
È stato osservato che questi nervi digitali sono simili nella loro distribuzione al comportamento di quelli del nervo mediano nella mano.

## Ulteriori immagini

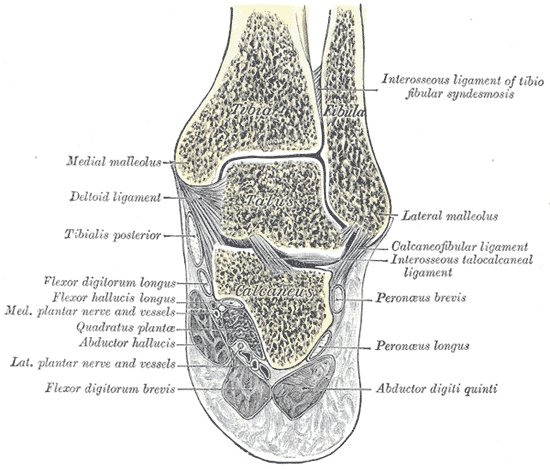
Sezione coronale attraverso le articolazioni talo-crurale destra e talo-calcaneale.
Diagramma della distribuzione segmentale di nervi cutanei sulla pianta del piede.
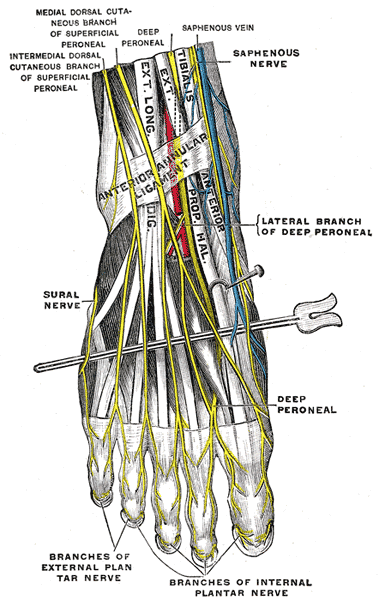
Nervi della regione dorsale del piede.